# Etología

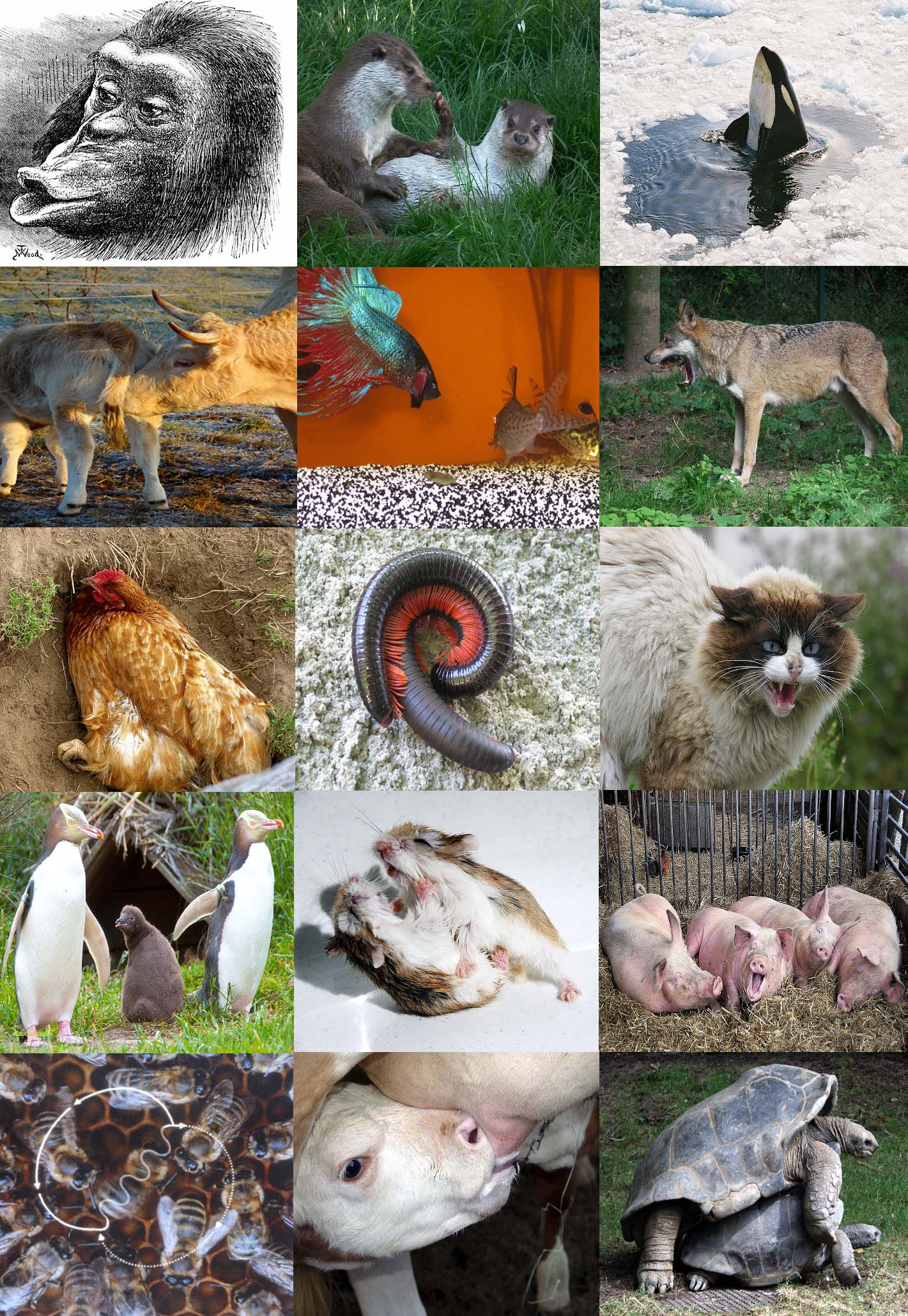
Diferentes conductas animales.

La etología (del griego ηθος, ethos, «costumbre», y λóγος, logos, «razonamiento, estudio, ciencia») es la rama de la biología y de la psicología experimental que estudia el comportamiento de los animales en sus medios naturales, en situación de libertad o en condiciones de laboratorio, aunque son más conocidos los estudios de campo. Al estudiar tradicionalmente el comportamiento en el medio natural, la investigación etológica suele distinguirse de la conductual, en tanto esta última se centra en el medio artificial o de laboratorio, aunque su objeto de estudio es el mismo y sólo difieren en el método con que lo estudian. 
Los científicos dedicados a la etología se denominan etólogos y estudian las características conductuales distintivas de un grupo determinado y cómo estas evolucionan para la supervivencia del mismo en un ambiente determinado. Su objeto de estudio es el comportamiento animal en su interacción con el medio. Los seres humanos, en tanto que animales, forman parte del campo de estudio de la etología. Algunos autores denominan a esta especialización «etología humana», diferenciándola expresamente de la psicología o la sociobiología.
Los objetivos de los etólogos son el estudio de la conducta, instinto y de las relaciones con el medio, así como el descubrimiento de las pautas que guían la actividad innata o aprendida de las diferentes especies animales. Así, los etólogos estudian en los animales aspectos tales como la agresividad, el apareamiento, el desarrollo del comportamiento, la vida social, la impronta y muchos otros.

## Definiciones de etología
Existe cierta tendencia, dentro de la etología, a eludir una definición formal de la misma, y las definiciones existentes son amplias y ambiguas. Algunas de las definiciones de etología son las siguientes:
- 1951 - Nikolaas Tinbergen: «Estudio objetivo del comportamiento (más tarde, estudio biológico de la conducta)».
- 1979 - Irenäus Eibl-Eibesfeldt: «Estudio comparado del comportamiento».
- 2009 - Manuel Soler: «La ecología del comportamiento (originada por el enfoque adaptacionista de la etología) ha conseguido un protagonismo tan marcado que se la puede considerar como la etología moderna».[4]

## Historia de la etología
A principios del siglo XX, se creó la psicología comparada, que consistía en el estudio de la conducta y las capacidades psicológicas de las diferentes especies animales y que, en este sentido, consideraba la conducta humana como uno de los muchos tipos de conducta animal. Los conductistas utilizan este método en sus estudios, pero, a partir de 1973, cuando los científicos Konrad Lorenz, Karl R. von Frisch y Niko Tinbergen recibieron el Premio Nobel por sus estudios sobre la conducta de los animales, la etología comenzó a considerarse ciencia con pleno derecho y la psicología comparada se integró en esta nueva ciencia.
En Europa, la investigación del comportamiento animal se desarrolló resaltando los estudios de campo y las conductas instintivas. Hemos de destacar a algunos de los más brillantes etólogos: Konrad Lorenz, con su estudio sobre la impronta en los gansos; Karl von Frisch, centrado en el sistema de comunicación de las abejas, y Niko Tinbergen, interesado en el estudio sobre el instinto en el pez conocido como espinoso. En los Estados Unidos, durante la primera mitad del siglo XX, destacó una investigación del comportamiento animal centrada en las conductas aprendidas en medios controlados. Estas investigaciones dieron lugar a la psicología comparada y al conductismo.
En 1951, Niko Tinbergen publicó The Study of Instinct (El estudio del instinto), donde plantea las cuatro preguntas sobre las que se apoya la etología (causacional, del desarrollo u ontogenético, evolución y filogenético) y hace una distinción entre la psicología comparada y la etología. En 1966, Robert Hinde hace una síntesis de las dos y distingue los aspectos más destacables de cada una.

## Estudios etológicos

### Los cuatro porqués etológicos

#### Causas
Intenta averiguar la causa directa del comportamiento. Podemos hacer aquí una dicotomía sobre el tema:
- Causa interna.
- Causa externa.

La causa interna es un modelo de caja abierta, intenta explicar la causa a nivel fisiológico.
La causa externa intenta responder a la pregunta de qué causa externa ha desencadenado la respuesta etológica, como si se tratara de un modelo de caja cerrada, sin preocuparse del motivo fisiológico.

#### Desarrollo
Intenta averiguar el comportamiento del organismo del ser humano, ocasionado por las anteriores situaciones
o causas hechas por los animales.

#### Evolutivo
Intenta responder qué beneficios obtiene el animal de un comportamiento y qué ventajas evolutivas ha tenido para que este sea seleccionado. Por ejemplo, ¿qué ventaja evolutiva obtiene una gallina de cuidar a sus crías y no abandonarlas?

#### Filogenético
Intenta responder a la pregunta «¿Cuándo apareció dicho comportamiento en la historia evolutiva de la especie?».

### Comportamientos innatos y aprendidos
Otro problema que aborda la etología es si un comportamiento tiene bases genéticas o es aprendido. Durante décadas, muchos etólogos —entre ellos, Konrad Lorenz—, proponían que un comportamiento o era innato o era aprendido. En cambio, otros científicos de la rama de la psicología y otros de ramas diferentes afirmaban que los comportamientos podían tener características de los dos tipos. Finalmente, se llegó a la conclusión de que, aunque un factor sea innato o aprendido, en muchas ocasiones tiene parte de ambas cosas: requiere aprendizaje o un conocimiento innato para su correcto desarrollo.

### La existencia de una conciencia en los animales
Igualmente la etología aborda el problema de la demostración de existencia de una conciencia en los animales.
El 7 de julio de 2012, científicos prominentes de diferentes ramas de las neurociencias se dieron cita en la Universidad de Cambridge para celebrar la Francis Crick Memorial Conference, la cual trató sobre la existencia de la conciencia en animales humanos y no humanos. Al finalizar las conferencias, se firmó, en presencia de Stephen Hawking, la Cambridge Declaration On Consciousness (Declaración de Cambridge sobre la Conciencia), que resumió los hallazgos más importantes de la investigación allí expuesta y discutida:

"Decidimos llegar a un consenso y hacer una declaración para el público que no es científico. Es obvio para todos en este salón que los animales tienen conciencia, pero no es obvio para el resto del mundo. No es obvio para el resto del mundo occidental ni el lejano Oriente. No es algo obvio para la sociedad".
Philip Low, en la presentación de la Declaración de Cambridge sobre la Conciencia, 7 de julio de 2012

Algunos estudios han hablado de altos niveles de conciencia en algunas especies de animales no humanos, comparándolos con niveles humanos.